# Renault Type AS
Der Renault Type AS war ein frühes Personenkraftwagenmodell von Renault. Er wurde auch 20/30 CV genannt.

## Beschreibung
Die nationale Zulassungsbehörde erteilte am 12. März 1909 seine Zulassung.
Vorgänger war der Renault Type V und Nachfolger der Renault Type BY, der Ende 1909 erschien.
Ein wassergekühlter Vierzylindermotor mit 100 mm Bohrung und 140 mm Hub leistete aus 4398 cm³ Hubraum 20 bis 25 PS. Die Motorleistung wurde über eine Kardanwelle an die Hinterachse geleitet. Die Höchstgeschwindigkeit war je nach Übersetzung mit 70 km/h bis 93 km/h angegeben.
Bei einem Radstand von 318 cm und einer Spurweite von 126 cm war das Fahrzeug 421 cm lang und 156 cm breit. Der Wendekreis war mit 13 Metern angegeben. Das Fahrgestell wog 950 kg. Zur Wahl standen Doppelphaeton und Landaulet.